# Up All Night (canção)
"Up All Night" é uma canção da banda norte-americana de pop punk Blink-182 e é o primeiro single do seu sexto álbum de estúdio intitulado Neighborhoods.

## Paradas musicais
| Paradas (2011)                   | Melhor posição |
| -------------------------------- | -------------- |
| Austrália Singles Chart          | 30             |
| Canadá Hot 100                   | 58             |
| Canadá Rock Chart                | 22             |
| Canadá Alternative Chart         | 3              |
| UK Singles Chart                 | 48             |
| Billboard Hot 100                | 65             |
| Billboard Alternative Songs      | 3              |
| Billboard Mainstream Rock Tracks | 31             |
| Billboard Rock Songs             | 6              |